# Friedrich von Monts
Friedrich Wilhelm Ludwig Karl Graf von Monts (* 24. Dezember 1801 in Bayreuth; † 13. Juni 1886 in Dresden) war ein deutscher Offizier. Er war preußischer General der Infanterie.

## Leben

### Herkunft
Er war der Sohn von Felix Anton Ludwig Graf von Monts (* 30. März 1765 in Kleve; † 5. Februar 1848 in Glatz) und dessen Ehefrau There Charlotte Karoline Luise, geborene von Budberg (* 27. März 1770; † 9. Dezember 1848 in Glatz). Sein Vater war preußischer Oberstleutnant a. D., zuletzt Chef der Garnisonkompanie des Infanterieregiments Nr. 23. Der spätere preußische Generalleutnant Karl von Monts (1793–1870) war sein Bruder.

### Militärkarriere
Monts besuchte ab 3. April 1814 die Kadettenanstalt in Berlin und wurde am 5. Juli 1818 als Portepeefähnrich dem 1. Garde-Regiment zu Fuß der Preußischen Armee überwiesen. Dort folgte am 11. März 1819 seine Beförderung zum Sekondeleutnant. Zur weiteren Ausbildung absolvierte er vom 1. Oktober 1822 bis 30. Juni 1825 die Allgemeine Kriegsschule. In den folgenden Jahren war Monts zum Topografischen Büro sowie zum Großen Generalstab kommandiert. Mit seiner Beförderung zum Hauptmann wurde er am 30. März 1836 in den Großen Generalstab versetzt. Daran schloss sich vom 17. April 1838 bis zum 11. April 1842 eine Tätigkeit im Generalstab des I. Armee-Korps und anschließend im Generalstab des VI. Armee-Korps an. Am 30. April 1842 erhielt Monts den Charakter als Major und am 5. November 1842 das Patent dazu. Als solcher wurde Monts am 30. März 1844 nach Breslau zum Stab des 11. Infanterie-Regiments versetzt. 1849 erhielt er das Kommando über das in Brieg stationierte Füsilier-Bataillon und war ab 1850 gleichzeitig auch Präses der Examenskommission sowie Direktor der Divisionsschule der 11. Division. Nach seiner Beförderung zum Oberstleutnant wurde Monts am 19. Februar 1852 zum Kommandeur des 38. Infanterie-Regiments in Mainz ernannt. In dieser Stellung am 23. März 1852 zum Oberst befördert, erhielt Monts dann am 14. August 1856 das Kommando über die 17. Infanterie-Brigade in Glogau und stieg am 15. Oktober 1856 zum Generalmajor auf. Bereits am 14. Juni 1857 gab er die Brigade an seinen Nachfolger Eduard von Müller ab und erhielt dafür das Kommando über die 29. Infanterie-Brigade in Köln. In Vertretung war Monts vom 14. Juni bis zum 18. November 1859 mit der Führung der 8. Division beauftragt, bevor er anschließend zum Kommandeur der 13. Division in Münster ernannt wurde. Bereits am 19. Januar 1860 gab Monts diese Division wieder ab, wurde Kommandeur der 14. Division und am 1. Juli 1860 zum Generalleutnant befördert.
Ab 19. August 1862 gewährte man ihm einen 45-tägigen Urlaub nach Frankreich und Italien. Dabei erhielt Monts auch die Erlaubnis, an den Übungen der französischen Truppen im Lager von Châlons teilzunehmen.
Monts wurde am 12. Januar 1864 mit dem Roten Adlerorden I. Klasse mit Eichenlaub ausgezeichnet. Am 18. Mai 1864 beauftragte man ihn mit der Wahrnehmung der Geschäfte des Direktors der Kriegsakademie in Berlin und kurz darauf wurde Monts am 25. Juni 1864 zum Direktor ernannt. Während der Mobilmachung anlässlich des Deutschen Krieges fungierte er ab 17. Mai 1866 als stellvertretender Kommandierender General des VI. Armee-Korps und erhielt am 20. September 1866 den Charakter als General der Infanterie. Daran schloss sich nach dem Friedensschluss ab 30. Oktober 1866 eine Verwendung als Gouverneur von Kassel an. Am 24. Dezember 1868 erhielt er den Kronenorden I. Klasse.
Zusätzlich zu seiner Stellung als Gouverneur von Kassel war Monts während des Krieges gegen Frankreich ab 8. Januar 1871 auch stellvertretender Kommandierender General des XI. Armee-Korps. Dabei fiel ihm auch die Aufgabe zu, die Überwachung des bei Sedan in Gefangenschaft geratenen französischen Kaisers Napoleon III., der sich jetzt auf Schloss Wilhelmshöhe befand, zu gewährleisten.
Am 10. Juni 1871 wurde Monts mit Pension zur Disposition gestellt und in nachmaliger Anerkennung zeichnete Wilhelm I. ihn am 13. Oktober 1871 mit dem Großkomtur des Königlichen Hausordens von Hohenzollern aus. Er war auch Ehrenritter des Johanniterordens.

### Familie
Monts hatte sich am 12. Juli 1844 in Dresden mit Helene von Mandelsloh (* 26. Mai 1827 in Dresden; † 17. Dezember 1890 ebenda) verheiratet. Aus der Ehe ging die Tochter Isabella Dorothea Susanne Sylvestra (* 31. Dezember 1849 in Dresden) hervor, die am 2. Juni 1870 in Kassel den fürstlich hohenzollernschen Hofmarschall Kurt von Bachmayr heiratete.